# Atte Arola
Väinö Artturi Arola dit Atte Arola  (né le 27 avril 1893 à Akaa et mort le 16 mars 1964 à Kylmäkoski) est un homme politique finlandais,. 

## Biographie
Atte Arola est le directeur général du manoir de Jokioinen de 1926 à 1931. 
Il est directeur général de la banque Maakiinteistöpankki (fi) de 1931 à 1936.
Atte Arola est Ministère du Bien-être public du gouvernement Rangell (16.4.1941 - 3.7.1942) et Ministre du Commerce et de l'industrie du gouvernement Kivimäki (6.3.1936 - 7.10.1936).
Il a été membre du conseil d'administration de l'Institution d'assurance sociale depuis sa création de 1937 à 1944 puis son deuxième directeur général en 1944-1945.
Atte Arola reçoit le titre de conseiller agricole en 1941 et après la guerre de continuation il est le directeur du manoir d'Arola qui lui appartient à Kylmäkoski.